# Károly Peyer

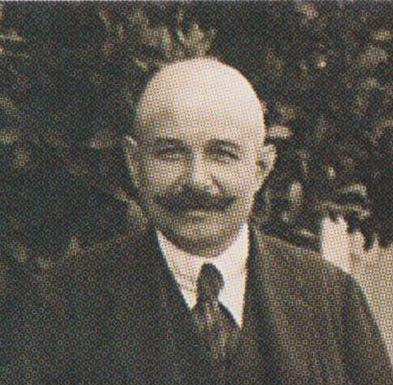
Károly Peyer im Kabinett Peidl (August 1919)

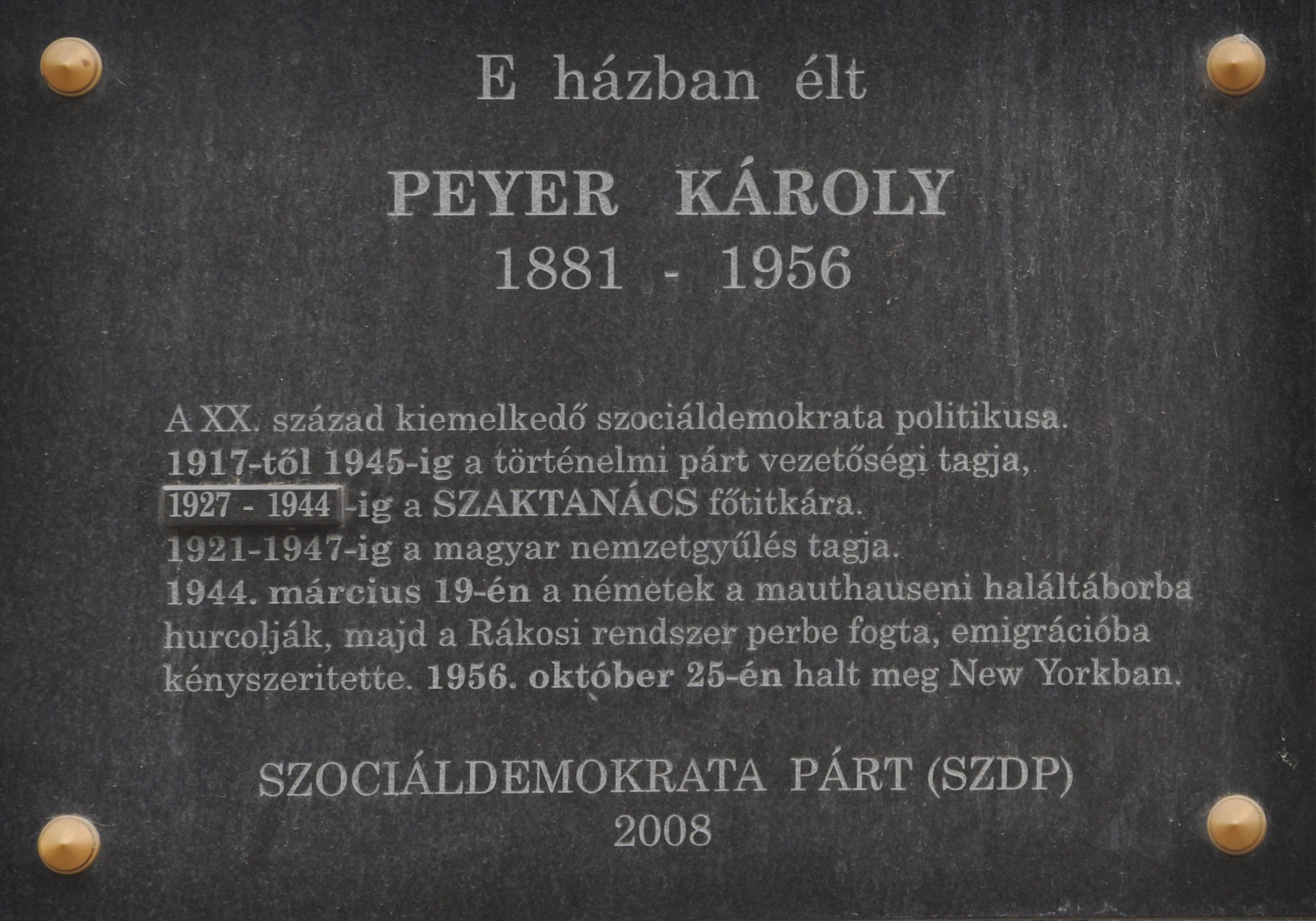
Gedenktafel in Budapest

Károly Peyer (geboren 9. Mai 1881 in Városlőd, Österreich-Ungarn; gestorben 25. Oktober 1956 in New York City) war ein ungarischer Gewerkschafter und sozialdemokratischer Politiker.

## Leben
Károly Peyer war Eisenarbeiter, er engagierte sich seit seiner Jugend in der Gewerkschaftsbewegung. Im Jahr 1906 wurde er Gewerkschaftssekretär und Angestellter einer Arbeiterunfallversicherung. Er wurde Mitglied der
Sozialdemokratischen Partei Ungarns und war seit 1911 Mitglied des Parteivorstandes. Seit 1918 war er Gewerkschaftssekretär der Gewerkschaft der Bergbau- und Stahlarbeiter. Nach der Gründung der ungarischen Republik 1918 beteiligte er sich als Regierungsbeauftragter an der Entwaffnung der revolutionär gestimmten ungarischen Bergarbeiter. Während der Ungarischen Räterepublik war Peyer Leiter der Abteilung Bergbau und Metallurgie des Volkskommissariats für soziale Produktion. Kurz vor der Auflösung der Räterepublik wurde Peyer im August 1919 für sechs Tage Innenminister in der Regierung Gyula Peidl. Danach war er Minister für Arbeit und Soziales in der Regierung István Friedrich und der Regierung von Károly Huszár. Am 16. Januar 1920 floh er nach Österreich und blieb dort für ein Jahr.
Nach seiner Rückkehr 1921 unterstützte er die Konsolidierungspolitik István Bethlens unter der Regentschaft des Reichsverwesers Miklos Horthy, was im Dezember 1921 im sogenannten Bethlen-Peyer-Pakt mündete. Er wurde dafür von ungarischen Kommunisten bekämpft. Er wurde 1922 Parlamentsabgeordneter (bis 1944) und leitete ab 1931 die Fraktion der Sozialdemokraten.
Ab 1927 war Peyer Generalsekretär des ungarischen Gewerkschaftsrates und war Delegierter bei der Internationalen Arbeitskonferenz. Nach der deutschen Besetzung Ungarns im März 1944 wurde Peyer mit anderen Politikern in das Konzentrationslager Mauthausen deportiert.
Peyer trat nach Ende des Zweiten Weltkriegs gegen die Zwangsvereinigung der ungarischen Arbeiterparteien auf und wurde im Jahr 1947 aus der MSZDP ausgeschlossen. Im ungarischen Parlament wechselte er zur Radikalen Partei (Magyar Radikális Párt). Peyer floh am 19. November 1947 nach Salzburg und ging dann mit Frau und Tochter 1948 in die USA, er wurde im nunmehr kommunistischen Ungarn in Abwesenheit zu einer achtjährigen Gefängnisstrafe verurteilt. Peyer starb während der Ereignisse des Ungarischen Volksaufstandes 1956, den er aus der Ferne verfolgte.

## Schriften (Auswahl)
- Karl Peyer: Die Gewerkschafts- und Genossenschaftsbewegung in Ungarn : redigiert unter Mitwirkung der Gewerkschaftsführer. Budapest : Verband der Arbeitervereine Ungarns, 1928
- A zsidókérdés igazi háttere. Budapest
- A X. genfi munkaügyi konferencia tárgyalásai és az olasz fascista mozgalom bírálata. Budapest : Népszava, 1927